# Liste des orgues de Bretagne protégés aux monuments historiques
Cet article recense les orgues protégés aux monuments historiques en Bretagne, France.

## Liste
| Orgue                                                  | Département     | Commune                   | Édifice                                               | Référence | Année     | Protection | Illus. |
| ------------------------------------------------------ | --------------- | ------------------------- | ----------------------------------------------------- | --- | --------- | ---------- | ------ |
| Orgue de tribune buffet, partie instrumentale, tribune | Côtes-d'Armor   | Dinan                     | Église Saint-Malo de Dinan                            | « PM22002078 », notice no PM22002078 « PM22000143 », notice no PM22000143 « PM22001510 », notice no PM22001510 | 1980 1990 | Classé     |        |
| Orgue de tribune buffet                                | Côtes-d'Armor   | Guingamp                  | Basilique Notre-Dame-de-Bon-Secours de Guingamp       | « PM22000257 », notice no PM22000257 « PM22002079 », notice no PM22002079                                      | 1888      | Classé     |        |
| Orgue de tribune buffet, partie instrumentale          | Côtes-d'Armor   | Lamballe                  | Collégiale Notre-Dame de Lamballe                     | « PM22000339 », notice no PM22000339 « PM22002086 », notice no PM22002086 « PM22001511 », notice no PM22001511 | 1948 1990 | Classé     |        |
| Orgue de tribune buffet, partie instrumentale, tribune | Côtes-d'Armor   | Lamballe                  | Église Saint-Jean de Lamballe                         | « PM22002085 », notice no PM22002085 « PM22002068 », notice no PM22002068 « PM22000346 », notice no PM22000346 | 1908 1987 | Classé     |        |
| Orgue buffet, partie instrumentale                     | Côtes-d'Armor   | Lanvellec                 | Église Saint-Brandan de Lanvellec                     | « PM22000488 », notice no PM22000488 « PM22000495 », notice no PM22000495 « PM22002087 », notice no PM22002087 | 1971 1977 | Classé     |        |
| Orgue de tribune partie instrumentale                  | Côtes-d'Armor   | Loudéac                   | Église Saint-Nicolas de Loudéac                       | « PM22002089 », notice no PM22002089 « PM22000582 », notice no PM22000582                                      | 1988      | Classé     |        |
| Orgue de tribune partie instrumentale                  | Côtes-d'Armor   | Pontrieux                 | Église Notre-Dame-des-Fontaines de Pontrieux          | « PM22002084 », notice no PM22002084 « PM22001766 », notice no PM22001766                                      | 1984      | Classé     |        |
| Orgue de tribune partie instrumentale                  | Côtes-d'Armor   | Prat                      | Église Saint-Pierre de Prat                           | « PM22002082 », notice no PM22002082 « PM22001769 », notice no PM22001769                                      | 1984      | Classé     |        |
| Orgue de tribune partie instrumentale                  | Côtes-d'Armor   | Quintin                   | Basilique Notre-Dame-de-Délivrance de Quintin         | « PM22002090 », notice no PM22002090 « PM22001774 », notice no PM22001774                                      | 1986      | Classé     |        |
| Orgue de tribune partie instrumentale                  | Côtes-d'Armor   | La Roche-Derrien          | Église Sainte-Catherine de La Roche-Derrien           | « PM22002088 », notice no PM22002088 « PM22001512 », notice no PM22001512                                      | 1990      | Classé     |        |
| Orgue de tribune buffet, partie instrumentale          | Côtes-d'Armor   | Saint-Brieuc              | Cathédrale Saint-Étienne de Saint-Brieuc              | « PM22001079 », notice no PM22001079 « PM22002081 », notice no PM22002081 « PM22001089 », notice no PM22001089 | 1906      | Classé     |        |
| Orgue de tribune partie instrumentale                  | Côtes-d'Armor   | Saint-Brieuc              | Église Saint-Michel de Saint-Brieuc                   | « PM22002080 », notice no PM22002080 « PM22001791 », notice no PM22001791                                      | 1989      | Classé     |        |
| Orgue de tribune buffet                                | Côtes-d'Armor   | Tréguier                  | Cathédrale Saint-Tugdual de Tréguier                  | « PM22001357 », notice no PM22001357 « PM22002083 », notice no PM22002083                                      | 1972      | Classé     |        |
| Orgue de tribune partie instrumentale                  | Finistère       | Châteaulin                | Chapelle Notre-Dame de Châteaulin                     | « PM29002946 », notice no PM29002946 « PM29001273 », notice no PM29001273                                      | 1990      | Classé     |        |
| Orgue de tribune buffet, partie instrumentale          | Finistère       | Châteaulin                | Église Saint-Idunet de Châteaulin                     | « PM29002974 », notice no PM29002974 « PM29002973 », notice no PM29002973                                      | 2006      | Classé     |        |
| Orgue de tribune buffet                                | Finistère       | Crozon                    | Église Saint-Pierre de Crozon                         | « PM29000189 », notice no PM29000189 « PM29002947 », notice no PM29002947                                      | 1987      | Classé     |        |
| Orgue de tribune partie instrumentale                  | Finistère       | Ergué-Gabéric             | Église Saint-Guinal d'Ergué-Gabéric                   | « PM29002969 », notice no PM29002969 « PM29000236 », notice no PM29000236                                      | 1975      | Classé     |        |
| Orgue de tribune buffet, partie instrumentale          | Finistère       | Le Faou                   | Église Notre-Dame de Rumengol                         | « PM29001256 », notice no PM29001256 « PM29002944 », notice no PM29002944 « PM29002945 », notice no PM29002945 | 1990      | Classé     |        |
| Orgue de tribune buffet, partie instrumentale, tribune | Finistère       | Guimiliau                 | Église Saint-Miliau de Guimiliau                      | « PM29002960 », notice no PM29002960 « PM29000350 », notice no PM29000350 « PM29001211 », notice no PM29001211 | 1906 1980 | Classé     |        |
| Orgue de tribune buffet, partie instrumentale, tribune | Finistère       | Lampaul-Guimiliau         | Église Notre-Dame de Lampaul-Guimiliau                | « PM29002961 », notice no PM29002961 « PM29001255 », notice no PM29001255 « PM29000396 », notice no PM29000396 | 1906 1990 | Classé     |        |
| Orgue de tribune buffet, partie instrumentale, tribune | Finistère       | Landivisiau               | Église Saint-Thivisiau de Landivisiau                 | « PM29002963 », notice no PM29002963 « PM29002962 », notice no PM29002962 « PM29002964 », notice no PM29002964 | 2000      | Classé     |        |
| Orgue de tribune partie instrumentale                  | Finistère       | Lannilis                  | Église Saint-Pierre-et-Saint-Paul de Lannilis         | « PM29002955 », notice no PM29002955 « PM29001274 », notice no PM29001274                                      | 1991      | Classé     |        |
| Orgue de tribune partie instrumentale                  | Finistère       | Lesneven                  | Église Saint-Michel de Lesneven                       | « PM29002959 », notice no PM29002959 « PM29000479 », notice no PM29000479                                      | 1989      | Classé     |        |
| Orgue de tribune buffet, partie instrumentale, tribune | Finistère       | Morlaix                   | Église Notre-Dame de Ploujean                         | « PM29002951 », notice no PM29002951 « PM29000599 », notice no PM29000599 « PM29001484 », notice no PM29001484 | 1982 1992 | Classé     |        |
| Orgue de tribune buffet, partie instrumentale          | Finistère       | Morlaix                   | Église Saint-Martin-des-Champs de Morlaix             | « PM29000587 », notice no PM29000587 « PM29002950 », notice no PM29002950 « PM29000586 », notice no PM29000586 | 1982 1987 | Classé     |        |
| Orgue de tribune buffet, partie instrumentale          | Finistère       | Morlaix                   | Église Saint-Mathieu de Morlaix                       | « PM29001240 », notice no PM29001240 « PM29002952 », notice no PM29002952 « PM29002953 », notice no PM29002953 | 1989 2000 | Classé     |        |
| Orgue de tribune buffet                                | Finistère       | Morlaix                   | Église Saint-Mélaine de Morlaix                       | « PM29000598 », notice no PM29000598 « PM29002949 », notice no PM29002949                                      | 1906 1982 | Classé     |        |
| Orgue de tribune buffet, partie instrumentale          | Finistère       | Pleyben                   | Église Saint-Germain de Pleyben                       | « PM29000635 », notice no PM29000635 « PM29002948 », notice no PM29002948 « PM29000640 », notice no PM29000640 | 1914 1980 | Classé     |        |
| Orgue de tribune partie instrumentale                  | Finistère       | Plougasnou                | Église Saint-Pierre de Plougasnou                     | « PM29002957 », notice no PM29002957 « PM29002958 », notice no PM29002958                                      | 1986      | Inscrit    |        |
| Orgue buffet, tribune                                  | Finistère       | Pont-Croix                | Église Notre-Dame de Roscudon                         | « PM29002943 », notice no PM29002943 « PM29001223 », notice no PM29001223                                      | 1851      | Classé     |        |
| Orgue de tribune buffet                                | Finistère       | Quimper                   | Cathédrale Saint-Corentin de Quimper                  | « PM29001482 », notice no PM29001482 « PM29002942 », notice no PM29002942                                      | 1992      | Classé     |        |
| Orgue de tribune buffet, partie instrumentale          | Finistère       | Quimper                   | Hôpital de Gourmelen, chapelle Saint-Athanase         | « PM29002971 », notice no PM29002971 « PM29002970 », notice no PM29002970 « PM29002972 », notice no PM29002972 | 1997      | Classé     |        |
| Orgue de tribune buffet, tribune                       | Finistère       | Roscoff                   | Église Notre-Dame de Croaz Batz                       | « PM29002954 », notice no PM29002954 « PM29000958 », notice no PM29000958                                      | 1886      | Classé     |        |
| Orgue de tribune partie instrumentale                  | Finistère       | Saint-Pol-de-Léon         | Cathédrale Saint-Paul-Aurélien de Saint-Pol-de-Léon   | « PM29002968 », notice no PM29002968 « PM29001065 », notice no PM29001065                                      | 1980      | Classé     |        |
| Orgue de tribune partie instrumentale                  | Finistère       | Saint-Thégonnec           | Église Saint-Thégonnec de Saint-Thégonnec             | « PM29002956 », notice no PM29002956 « PM29001090 », notice no PM29001090                                      | 1973      | Classé     |        |
| Orgue de tribune buffet                                | Finistère       | Sizun                     | Église Saint-Suliau de Sizun                          | « PM29001144 », notice no PM29001144 « PM29002965 », notice no PM29002965                                      | 1973      | Classé     |        |
| Orgue de chœur partie instrumentale                    | Ille-et-Vilaine | Bazouges-la-Pérouse       | Église Saint-Pierre-Saint-Paul de Bazouges-la-Pérouse | « PM35001024 », notice no PM35001024 « PM35000794 », notice no PM35000794                                      | 1990      | Classé     |        |
| Orgue de chœur partie instrumentale                    | Ille-et-Vilaine | Châteaugiron              | Église Sainte-Madeleine de Châteaugiron               | « PM35001021 », notice no PM35001021 « PM35000135 », notice no PM35000135                                      | 1987      | Classé     |        |
| Orgue de tribune partie instrumentale                  | Ille-et-Vilaine | Fougères                  | Église Saint-Léonard de Fougères                      | « PM35000800 », notice no PM35000800                                                                           | 1990      | Classé     |        |
| Orgue de chœur partie instrumentale                    | Ille-et-Vilaine | Fougères                  | Église Saint-Léonard de Fougères                      | « PM35001018 », notice no PM35001018                                                                           | 1990      | Classé     |        |
| Orgue de chœur buffet, partie instrumentale            | Ille-et-Vilaine | La Guerche-de-Bretagne    | Basilique Notre-Dame de La Guerche-de-Bretagne        | « PM35001014 », notice no PM35001014 « PM35001013 », notice no PM35001013 « PM35001026 », notice no PM35001026 | 2005      | Classé     |        |
| Orgue de tribune buffet, partie instrumentale          | Ille-et-Vilaine | Rennes                    | Basilique Saint-Sauveur de Rennes                     | « PM35000467 », notice no PM35000467 « PM35001009 », notice no PM35001009 « PM35000470 », notice no PM35000470 | 1962      | Classé     |        |
| Orgue de tribune partie instrumentale                  | Ille-et-Vilaine | Rennes                    | Église Notre-Dame-en-Saint-Mélaine                    | « PM35001011 », notice no PM35001011 « PM35001012 », notice no PM35001012                                      | 1975      | Inscrit    |        |
| Orgue de tribune buffet, partie instrumentale          | Ille-et-Vilaine | Rennes                    | Église Saint-Germain de Rennes                        | « PM35000453 », notice no PM35000453 « PM35001010 », notice no PM35001010 « PM35000826 », notice no PM35000826 | 1948      | Classé     |        |
| Orgue partie instrumentale                             | Ille-et-Vilaine | Saint-Aubin-du-Cormier    | Église Saint-Aubin de Saint-Aubin-du-Cormier          | « PM35001016 », notice no PM35001016 « PM35001017 », notice no PM35001017                                      | 1981      | Classé     |        |
| Orgue de tribune partie instrumentale                  | Ille-et-Vilaine | Saint-Jacques-de-la-Lande | Église Saint-Jacques de Saint-Jacques-de-la-Lande     | « PM35001015 », notice no PM35001015 « PM35000549 », notice no PM35000549                                      | 1989      | Classé     |        |
| Orgue de chœur partie instrumentale                    | Ille-et-Vilaine | Saint-Malo                | Église Sainte-Croix de Saint-Malo                     | « PM35001019 », notice no PM35001019 « PM35000611 », notice no PM35000611                                      | 1980      | Classé     |        |
| Orgue de tribune partie instrumentale                  | Ille-et-Vilaine | Saint-Malo                | Église Sainte-Croix de Saint-Malo                     | « PM35001020 », notice no PM35001020 « PM35000612 », notice no PM35000612                                      | 1980      | Classé     |        |
| Orgue de chœur partie instrumentale                    | Ille-et-Vilaine | Vieux-Vy-sur-Couesnon     | Église Saint-Germain de Vieux-Vy-sur-Couesnon         | « PM35001022 », notice no PM35001022 « PM35000702 », notice no PM35000702                                      | 1981      | Classé     |        |
| Orgue de tribune partie instrumentale                  | Ille-et-Vilaine | Vitré                     | Église Notre-Dame de Vitré                            | « PM35001023 », notice no PM35001023 « PM35000720 », notice no PM35000720                                      | 1986      | Classé     |        |
| Orgue de tribune buffet, partie instrumentale, tribune | Morbihan        | Auray                     | Église Saint-Gildas d'Auray                           | « PM56000036 », notice no PM56000036 « PM56001834 », notice no PM56001834 « PM56000035 », notice no PM56000035 | 1978      | Classé     |        |
| Orgue de tribune partie instrumentale                  | Morbihan        | Carnac                    | Église Saint-Cornély de Carnac                        | « PM56001831 », notice no PM56001831 « PM56000173 », notice no PM56000173                                      | 1971      | Classé     |        |
| Orgue de tribune buffet, partie instrumentale          | Morbihan        | Guern                     | Chapelle Notre-Dame-de-Quelven de Guern               | « PM56000364 », notice no PM56000364 « PM56001830 », notice no PM56001830 « PM56001388 », notice no PM56001388 | 1967 1991 | Classé     |        |
| Orgue de tribune buffet, partie instrumentale          | Morbihan        | Hennebont                 | Église Notre-Dame-de-Paradis d'Hennebont              | « PM56001459 », notice no PM56001459 « PM56001835 », notice no PM56001835 « PM56000396 », notice no PM56000396 | 1981      | Classé     |        |
| Orgue de tribune partie instrumentale                  | Morbihan        | Josselin                  | Basilique Notre-Dame du Roncier                       | « PM56001829 », notice no PM56001829 « PM56000414 », notice no PM56000414                                      | 1973      | Classé     |        |
| Orgue de tribune partie instrumentale                  | Morbihan        | Le Palais                 | Église Saint-Gérand du Palais                         | « PM56001832 », notice no PM56001832 « PM56000724 », notice no PM56000724                                      | 1988      | Classé     |        |
| Orgue de tribune buffet, partie instrumentale          | Morbihan        | Pontivy                   | Église Notre-Dame-de-la-Joie de Pontivy               | « PM56001423 », notice no PM56001423 « PM56001836 », notice no PM56001836 « PM56001837 », notice no PM56001837 | 1994      | Classé     |        |
| Orgue de tribune buffet, partie instrumentale          | Morbihan        | Sainte-Anne-d'Auray       | Basilique Sainte-Anne d'Auray                         | « PM56001603 », notice no PM56001603 « PM56001833 », notice no PM56001833 « PM56001604 », notice no PM56001604 | 1997      | Classé     |        |
| Orgue de tribune partie instrumentale                  | Morbihan        | Vannes                    | Cathédrale Saint-Pierre de Vannes                     | « PM56001828 », notice no PM56001828 « PM56001367 », notice no PM56001367                                      | 1980      | Classé     |        |